# Pers Z
Pers Z war die Kurzbezeichnung und zugleich der Deckname des Chiffrierdienstes des Auswärtigen Amtes, also der kryptanalytischen Abteilung des Auswärtigen Amts (kurz: AA) des Deutschen Reichs während der Zeit des Zweiten Weltkriegs. Ähnlich wie OKW/Chi, die Chiffrierabteilung des Oberkommandos der Wehrmacht (OKW), der sogenannte B-Dienst (Beobachtungsdienst) der Kriegsmarine, das Forschungsamt (FA) der Luftwaffe, die Inspektion 7 Gruppe VI (kurz: In7/VI) im Allgemeinen Heeresamt (AHA), also der Chiffriergruppe des Oberkommandos des Heeres (OKH), beziehungsweise deren Nachfolgerin, der Dienststelle des Generals der Nachrichtenaufklärung (GdNA) im OKH oder das Amt IV E im Reichssicherheitshauptamt (RSHA), war es eine der damaligen deutschen Dienststellen, die sich mit der Entzifferung des feindlichen Nachrichtenverkehrs befassten.

## Geschichte

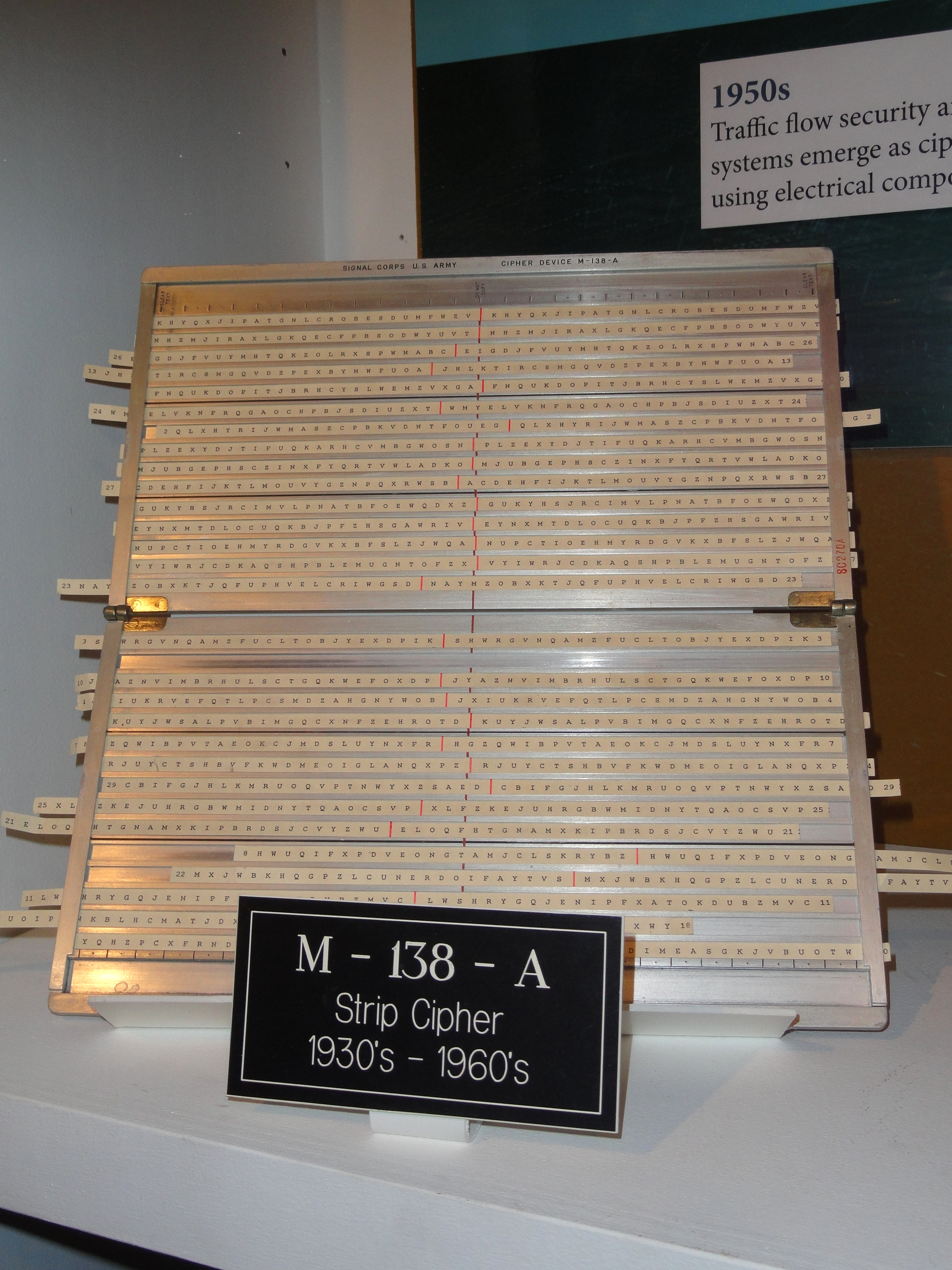
Der US-amerikanische Streifenschieber M-138-A verkörpert eins der Verfahren, das gebrochen werden konnte

Der Chiffrier- und Dechiffrierdienst des AA wurde kurz nach dem Ersten Weltkrieg im Jahr 1919 als „Referat I Z“ gegründet und durch Curt Selchow aufgebaut und geleitet – getarnt als Unterabteilung Z der Abteilung I (Römisch Eins), scheinbar zuständig für Personal und Haushalt. Im Jahr 1936 gab es eine Umorganisation und der Name wurde in Pers Z geändert, mit der weiteren Untergliederung in die Gruppen:
- Pers Z Gen (General),
- Pers Z F (Funkwesen),
- Pers Z Chi (Chiffrierdienst) und
- Pers Z S (Sonderdienst).

Dabei stand „Sonderdienst“ für die besonders sensitive Arbeit der Kryptoanalytiker, die damit noch weiter getarnt werden sollte. Diese Gruppe, die sich innerhalb von Pers Z speziell mit der Entzifferung befasste, nannte sich selbst auch Sonderdienst Dahlem nach dem Berliner Ortsteil, in dem sie in der Straße Im Dol im Gebäude der ehemaligen jüdischen privaten Waldschule Kaliski ihren Sitz hatte (siehe auch Foto unter Weblinks).
Um die Mitte des Krieges war die Personalstärke etwa 200 und wuchs später auf rund 300, davon gut 50 Kryptoanalytiker, zur Hälfte Linguisten beziehungsweise Mathematiker, wie Willi Jensen, Werner Kunze, Hans Rohrbach, Erika Pannwitz, Helmut Grunsky, Annelise Hünke und Klaus Schultz. Zum Bruch von Transpositions-Chiffren entwickelten sie besondere kryptanalytische Maschinen, wie den sogenannten „Spezialvergleicher“ und das „Bigrammbewertungsgerät“. Damit gelangen einige Erfolge, so der Bruch des amerikanischen Strip Cipher System M-138 (siehe Bild).
Ende 1943 wurde der „Sonderdienst“ (Per Z S) organisatorisch und räumlich in drei Abteilungen aufgespalten, die durch täglichen Kurierdienst miteinander verbunden waren. Die Stammabteilung unter Rudolf Schauffler und Adolf Paschke in Berlin-Dahlem, die Ausweichstelle Hirschberg (Riesengebirge) in Schlesien unter Karstien und die Ausweichstelle Hermsdorf (Riesengebirge) unter Kunze. Ende 1944 musste der „Sonderdienst Dahlem“ vor den Bombardierungen aus Berlin fliehen und ging ebenfalls nach Hirschberg. Von dort mussten sie zuletzt vor der anrückenden Roten Armee flüchten.
Der letzten Seite des unter Weblinks angegebenen ASA-Berichtes (Band 6) mit dem Untertitel The Foreign Office Cryptanalytic Section (deutsch „Die kryptanalytische Abteilung des Auswärtigen Amtes“) kann ein Organigramm von Pers Z mit Stand vom April 1945 entnommen werden.